# Akademija dramskih umetnosti Sarajevo
Akademija dramskih umetnosti Sarajevo (bosansko Akademija scenskih umjetnosti Sarajevo) je akademija in članica Univerze v Sarajevu.